# L'Arrivée de l'Ambassadeur français au palais ducal
L'Arrivée de l'Ambassadeur français au palais ducal (ou à Venise) est une peinture typique du peintre vénitien Canaletto. Telero réalisé en peinture à l'huile sur toile mesurant 181 × 259 cm, il est conservé au musée de l'Ermitage à Saint-Pétersbourg depuis la collection de la Grande Catherine en 1763 puis 1796. 

## Description
Il s'agit d'un paysage, en fait une veduta, dans laquelle les monuments de Venise sont représentés comme cadre d'un événement diplomatique. Le tableau figure l'arrivée de l'ambassadeur français Jacques-Vincent Languet de Gergy à Venise en 1726. Bien que représentée avec luxe et splendeur, la république de Venise n'était plus alors la grande puissance qu'elle avait été auparavant, mais elle conservait la magnificence passée pour les fêtes et réceptions, comme représentée dans cette scène.
La basilique Santa Maria della Salute est représentée à gauche en arrière-plan. À droite se trouve la façade du palais des Doges, surmontée de sa statue représentant la Justice. Les deux colonnes dans la partie centrale sont couronnées par des sculptures : sur l'une d'elles se trouve le lion symbole de Venise et, sur l'autre, saint Théodore, de qui Venise conserve les reliques.